# L.A. (Light Album)
L.A. (Light Album) je triindvajseti album ameriške glasbene skupine The Beach Boys. Izšel je leta 1979 pri založbi Brother Records.

## Seznam skladb
1. "Good Timin'" - 2:12
2. "Lady Lynda" - 3:58
3. "Full Sail" - 2:56
4. "Angel Come Home" - 3:39
5. "Love Surrounds Me" - 3:41
6. "Sumahama" - 4:07
7. "Here Comes the Night" - 10:51
8. "Baby Blue" - 3:25
9. "Goin' South" - 3:16
10. "Shortenin' Bread" - 2:49